# Mauer (Baden)
Mauer là một xã ở tây nam nước Đức. Nơi đây nằm giữa Heidelberg và Sinsheim, thuộc huyện Rhein-Neckar, bang Baden-Württemberg.

## Nhân khẩu học
Phát triển dân số: 
| Năm  | Số dân |
| ---- | ------ |
| 1990 | 3.372  |
| 2001 | 3,571  |
| 2011 | 3,962  |
| 2021 | 4.136  |